# Дагестанська область
42°49′00″ пн. ш. 47°07′00″ сх. д. / 42.81666666667° пн. ш. 47.11666666667° сх. д.
Дагестанська область — адміністративно-територіальна одиниця Російської імперії та Російської республіки у 1860–1921.

## Історія
Після завершення у 1859 Кавказької війни та розгрому імамату на чолі із Шамілем, виступи проти імперської влади час від часу продовжувалися. Примусові переселення дагестанців з гір на рівнину залишаються одним із головних методів Російської імперії щодо забезпечення контролю над нелояльним населенням і його територіями.
30 травня 1860 Кавказькі військові лінії скасовуються й наказом імператора Олександра II «Про заснування Дагестанської області та Закатальського округу» утворюється Дагестанська область, яка включала Нагорний Дагестан і північну частину Прикаспійського краю (Дербентський військовий округ, Дербентську область, шамхальство Тарковське, ханство Мехтулінське).
Спочатку столицею був Дербент, а у 1866 перенесено до Темір-Хан-Шури (сучасне м. Буйнакськ). 
У 1870 до Дагестанської області було приєднано Мангишлацьке приставство. У 1882 його підпорядковано Закаспійській області.
З 1917 влада царського уряду тут припинилася, управління областю з Санкт-Петербургу було втрачено. Того ж року увійшла до Республіки Горців Кавказу. Деякий час тут зуміли закрипитися більшовики на чолі із Джелал-едіном Коркмасовим.
Проте вже у 1918 при підтримці спочатку англійців, а потім османських військ владу перебрав уряд Гірської республіки.
У 1919 тут встановлено владу денікінців.
У 1920 відновлено владу більшовиків.
У 1921 перетворено на Дагестанську АРСР.

## Географія та територія
Розташовувалося в північно-східній частині Кавказького перешийку, на північ від Головного Кавказького хребта. Кордон Дагестанської області з Терською була проведена по річкам Сулак і Андійське Койсу. Північна межа області йшла вздовж за течією річки Сулак і, не доходячи до місця впадання Сулака в Каспійське море, повертала на північ і впиралася в південний край Аграханської затоки, куди впадає річка Терек. Східний кордон області утворювало узбережяі Каспійського моря від Аграханського півострова (коса Уч) до гирла Самура. На півдні мала кордон з Шемахінською губернією.
У 1861 році аварські і андо-цезькі громади, що розташовувалися по лівобережжю Койсу (Гумбет, Анді, Технуцал, Чамалал, Ункратль), були включені в Дагестанську область. Разом з тим аварська Салатавія залишалася в Терській області разом з кумицькими районами межиріччя Терека і Сулака. Південна частина колишнього Прикаспійського краю (Кубинський повіт) передавався до Шемахінської (Бакинської) губернії. В результаті райони з лезгиномовним населенням виявилися розділеними між двома адміністративними одиницями імперії. До 1899 року територія Дагестанської області продовжувала розширятися.

## Населення
Щільність населення була найвищою в 1868 році — 18 осіб на квадратну версту. Чисельність населення мала тенденцію систематичного зростання в силу двох причин: природного приросту і за рахунок міграції. З 1866 до 1901 року населення Дагестанської області збільшилася на 30%, а міських жителів — на 50%. Зростання населення відбувалося головним чином за рахунок природного приросту.

## Управління
Керували спочатку областю начальники, з 1880 року — військові губернатори. Після 1917 року внаслідок повалення династії Романових влада перейшла до Рад. Тимчасовий уряд Російської республіки також не призначав своїх представників до області.
Незабаром після утворення області запроваджується загальна «військово-народна» форма управління у вигляді округів. Начальниками заснованих військово-народних округів призначаються армійські офіцери, у віданні яких зосереджуються адміністративно-управлінські, поліцейські і значною мірою судові функції. При цьому судочинство здійснюється за участю обраних у гірських товариства суддів і на основі звичаєвого права і шаріату. На рівні сільських громад зберігаються елементи самоврядування.
Військово-народна система розглядається владою як необхідна форма збереження військової адміністрації в мирний час у тих районах, населення яких, на думку росіян, ще не було підготовлено до цивільного управління та застосуванню загальноімперського законодавства.
У визначенні меж і самого складу округів були реалізовані кілька принципів: адміністративно-територіальна спадкоємність з раніш існуючих феодальних володінь; військово-оперативна доступність і зміцнення; господарсько-політична зв'язаність; військово-колонізаторська доцільність; етнічна («племінна») ідентичність.
Територія області поділялася на 9 округів, які в свою чергу ділилися на «наїбства», пізніше ділянки. На чолі області стояв військовий губернатор. На початку ХХ століття в області нараховувалося 9 округів, 532 волості, 3 міста і 1214 інших поселень.
На першому етапі містами управляли: в Петровську — комендант (з 1857 року), в Дербенті — градоначальник (з 1860 року), в Темір-Хан-Шурі — поліцмейстер (з 1866 року). У 1892 році в Дагестанській області було впроваджено Міське Положення, після якого містам Дагестану була надана деяка самостійність у вирішенні питань, що мали безпосереднє відношення до життєдіяльності міст. Воно доповнено у 1893 році Інструкцією щодо спрощеного міського управління, згідно якого створювалися збори міських уповноважених в кількості від 12 до 15 осіб замість Думи.

### Адміністративний поділ
- Аварське ханство
- Гунібський округ
- Даргінський округ
- Дербентське градоначальство
- Газікумухський округ
- Кайтаго-Табасаранський округ
- Кюрінське ханство
- Мехтулінське ханство
- Присулакське наїбство
- Самурський округ
- Тарковське шамхальство

### Округа з 1870 року
- Темір-Хан-Шуринський округ
- Аварский округ
- Андійський округ
- Гунібський округ
- Даргінський округ
- Газікумухський округ
- Кайтаго-Табасаранський округ
- Кюрінський округ
- Самурський округ

## Керівники області

### Начальники
- Л. І. Меліков (1860–1880)
- М. З. Чавчавадзе (27.06-10.01.1880)

### Військові губернатори
- М. З. Чавчавадзе Микола Зурабович (1880–1896)
- О. А. Барятинский (1896–1901)
- Є. П. Тіханов (1901–1907)
- В. О. Альфтан (1907–1908)
- С. В. Вольський (1908–1915)
- Г. Т. Дадешкеліані (1915–1916)
- В. В. Єрмолов (1916–1917)

### Голови Тимчасового облвиконкому
- Д.Коркмасов (1917–1918)

### Голови облвиконкому
- Д.Коркмасов (1918–1919)

### Військові губернатори
- Н-Б.Тарковський (25.09.- листопад 1918)

### Голова Тимчасового уряду
- М.Халілов (1919–1920)

### Голови ревкому
- Д.Коркмасов (1920–1921)

## Економіка
В економічному розвитку велику роль відіграло будівництво шосейних і ґрунтових доріг. У першій половині XIX століття були побудовані окремі дороги військово-стратегічного значення. У 1860-х роках з'явилися нові гужові тракти, які з'єднали Дагестан з Азербайджаном, Грузією, Чечнею та Інгушетією, Каспійське море з Внутрішнім Дагестаном. З 1860 по 1868 роки в Дагестанській області було побудовано 908 верст гужових доріг.
У 1865 і 1868 роках побудували Георгіївський та Преображенський залізні мости. У 1870-90-х роках прогрес в дорожньому будівництві був ще більш значним. У 1894 році довжина всіх колісних доріг в області склала 3831 версту, з них шосейних — 50 верст. У 1859 році розпочалося будівництво порту в Петровську (сучасна Махачкала), надалі його неодноразово розширювали та реконструювали. Усі роботи були завершені у 1894 році. Повний вантажообіг Петровського порту склав в 1903 році 47833000 пудів, або збільшився в 48 разів у порівнянні з 1861 роком.
У 1885 році було затверджено план будівництва Владикавказько-Петровської залізниці. У 1893 році її провели до Петровська. Влітку 1899 році вона була з'єднана з Баку (нафтовими промислами). Це значно пожвавило економічний розвиток в області.
У Дагестанській області наприкінці XIX — початку XX ст. спостерігалося надзвичайна розмаїтість форм господарської організації: від суто натуральних і різноманіття видів напівнатуральних—напівтоварних форм комерційних підприємств. При цьому рівень комерціалізації господарства був вище в ремісничому виробництві, ніж сільському господарстві.
У цих умовах у багатьох гірських районах активно розвивалося скотарство (особливо вівчарство) і ремісниче виробництво. Більшість кустарів працювало в вовнопереробних промислах. Велике значення мали промисли з обробки металів. Було розвинено також виноградорство та виноробство, де значну роль відігравала родина Ханукаєвих. Зовсім новою справою для Дагестану стала промислова сушка фруктів і овочів. В потужну галузь перетворилася рибопереробна промисловість, що розвивалася завдяки діям промисловцям з вірмен та гірських євреїв.
Продукція дагестанських кустарів отримувала найвищу оцінку на Кавказі та в Російській імперії. Торгові та торгово-промислові підприємства працювали переважно у Темір-Хан-Шурі, Дербенті і Петровську.
Значну роль у розвитку економіки грали банки. Проте в Дагестанській області до 1903 року не було жодного власного банку. Тут функціонували філії різних російських банків, серед яких найважливішим був філіал Російсько-Азійського банку. 6 березня 1903 року було прийнято рішення про створення Дербентського міського банку. З огляду на бурхливий розвиток виноробства та рибальства капітали банку з року в рік зростали. Завдяки роботі місцевих та філій російських банків поступово мінявся вигляд міст, розвивалася промисловість, відбувалося залучення Дагестанської області в загальноросійський економічний ринок.
У 90-і рр. XIX ст. почалася експлуатація ртутних родовищ в Південному Дагестані на землях аулів Хпюк, Гапцах і Рухуна. У 1908 році в Петровську був побудований цвяховий завод, орієнтований на ринки Закавказзя та Закаспійського краю. Згодом тут же зведено нафтоперегонний завод.